# Aleksandr Alechin
Aleksandr Aleksandrovič Alechin, anche conosciuto come  Alexander Alekhine (in russo Александр Александрович Алехин?; Mosca, 31 ottobre 1892 – Estoril, 24 marzo 1946), è stato uno scacchista russo naturalizzato francese, quarto campione del mondo di scacchi dal 1927 al 1935 e dal 1937 al 1946.
Tra i più forti giocatori del mondo già all'età di 21 anni, Alechin vinse negli anni venti la maggior parte dei tornei a cui partecipò; nel 1927 divenne campione del mondo sconfiggendo José Raúl Capablanca in quello che fu il più lungo match per il titolo mondiale tenutosi fino al 1984. Nei primi anni trenta Alechin continuò a vincere, a volte dominando nettamente, i tornei cui partecipava; col passare del tempo, tuttavia, i suoi risultati si fecero più altalenanti, per effetto secondo alcuni del suo alcolismo.
Partecipò a cinque olimpiadi degli scacchi come capitano della squadra francese, vincendo quattro medaglie e un premio di bellezza. Difese il titolo mondiale contro Efim Bogoljubov nel 1929 e nel 1934, prima di venire sconfitto da Max Euwe nel 1935. Due anni dopo Alechin riconquistò il titolo mondiale; lo scoppio della seconda guerra mondiale bloccò le trattative per un match con giocatori della nuova generazione, tra cui Paul Keres e Michail Botvinnik. Alechin morì a Lisbona nel 1946, ancora campione in carica.
Alechin è ricordato per il suo stile di attacco, unito a una grande abilità nel gioco di posizione e nei finali. Introdusse numerose innovazioni nel campo delle aperture, dando il suo nome alla difesa Alechin e altre varianti d'apertura.

## Biografia

### Infanzia
Alechin nacque a Mosca, il 31 ottobre (o secondo altri il 1º novembre) 1892 in una famiglia agiata. Suo padre, Aleksandr Ivanovič Alechin, era un nobile di provincia e consigliere della Duma; sua madre, Anesja Ivanovna Alechina, era figlia di un ricco industriale nel campo tessile.
Si dice che i genitori si occupassero poco dei figli: il padre sembra aver perduto, poco prima della Grande Guerra, un milione di rubli al casinò di Montecarlo, ed essere stato posto per questo motivo sotto tutela, mentre la madre morì a Basilea in una clinica per malattie mentali. Fu così la nonna a prendersi cura dei suoi nipoti. Gli scacchi gli furono insegnati dalla madre e dal fratello maggiore Aleksej.. Quest'ultimo era un buon giocatore dilettante: sono conservati alcuni quaderni in cui i due fratelli annotavano partite e analisi. Lo stesso Alechin disse di aver imparato a giocare a scacchi a sette anni, ma di esservisi dedicato seriamente a dodici. Precisò poi che questa decisione fu influenzata dalla profonda impressione ricevuta, quando aveva nove anni, vedendo al circolo di scacchi di Mosca, nel 1901, lo statunitense Harry Nelson Pillsbury giocare alla cieca una simultanea su 25 scacchiere. In seguito Alechin disse: «L'impresa mi lasciò stupefatto, come del resto stupì tutto il mondo degli scacchi.»

### Primi passi
Alechin partecipò a molti tornei per corrispondenza sponsorizzati dalla rivista Šachmatnoe Obozrenie e così la prima partita che ci è nota fu giocata in un torneo per corrispondenza iniziatosi il 3 dicembre 1902. Nel 1907, a quattordici anni, si classificò agli ultimi posti, 11º-13º, nel «Torneo di ottobre» del circolo dilettanti di scacchi di Mosca, mentre il fratello maggiore Aleksej si classificò 4º-6º; si prese tuttavia la rivincita l'anno seguente, vincendolo, mentre in agosto si classificò 4º-5º nel torneo di Düsseldorf. Ancora nel 1908 ebbe confronti individuali con forti maestri, tra cui Curt von Bardeleben (che sconfisse per 4,5 - 1,5), Benjamin Blumenfeld, sconfitto con il medesimo risultato, e Hans Fahrni (con il quale pareggiò 1,5 - 1,5). Si confermò il miglior dilettante moscovita vincendo ancora l'annuale torneo di Mosca del 1909. A 17 anni si affermò come il miglior giovane giocatore russo vincendo il campionato nazionale dilettanti a San Pietroburgo con 12 vittorie, una patta e 4 sconfitte, ottenendo così il titolo di maestro.
In quell'occasione conobbe Savelij Tartakover, che anni dopo disse di lui che già allora Alechin «manifestò quella volontà di vincere, quell'orientamento verso un obiettivo concreto, che caratterizzò tutta la sua vita». Aggiunse che i fattori che portarono Alechin al massimo livello furono: «1. La dedizione incondizionata agli scacchi, che egli considerò una vera arte. 2. Un'intelligenza molto sviluppata e una solida istruzione. 3. Una inesauribile fonte di idee. 4. Un costante lavoro di perfezionamento. 5. Il mezzo: porre problemi all'avversario in ogni fase della partita».
Il conseguimento del titolo di maestro gli permise di partecipare ai tornei internazionali. Giocatore di talento, ma non precoce e naturale come fu invece per esempio Capablanca, le sue prime prove non furono esaltanti. Nel 1910 si classificò 7º-8º nel torneo di Amburgo (vinto da Schlechter, nel 1911 fu 8º-11º in quello di Karlsbad (vinto da Teichmann) e 6º-7º a Vilna, dove si affermò Akiba Rubinstein. In compenso, nel 1912 si classificò al primo posto a Stoccolma, in un torneo peraltro di non altissimo livello. Si può dire che in questo periodo Alechin fosse un giocatore di seconda fila nel panorama internazionale, essendo la prima fila formata dal campione del mondo Lasker, da Rubinstein e da Capablanca.
Nel 1914 si tiene a San Pietroburgo un importante torneo internazionale il cui esito avrebbe designato lo sfidante al titolo di campione mondiale e fu proprio Lasker a classificarsi primo, vincendo l'ultima partita contro Capablanca, giunto secondo. Terzo fu Alechin, a rispettabile distanza dai due migliori giocatori del momento, ma riuscendo a imporsi a giocatori del talento di Rubinstein e di Nimzowitsch. Proprio in quella circostanza Alechin comprese che, data l'età ormai avanzata di Lasker, presto sarebbe stato Capablanca il prossimo campione e lui sarebbe divenuto il suo sfidante di diritto.

### La pausa della Grande Guerra e della Rivoluzione
Alechin si trovava in Germania, disputando il torneo di Mannheim assieme ad altri russi (tra cui Bogoljubov, Bohatyrčuk e Seleznëv), quando scoppiò la guerra: i giocatori russi furono internati ma dopo alcuni mesi alcuni di loro furono liberati, tra cui Alechin. Tornato in Russia, è destinato alla Sanità militare, operando sul fronte austriaco come autista di ambulanze: in seguito a uno shock da bombardamento viene ricoverato all'ospedale di Ternopil', dove non perde occasione di giocare a scacchi.
Le notizie che lo riguardano, a partire dal 1917, sono molto confuse: la Rivoluzione del febbraio del 1917 lo coglie a Mosca, mentre sembra che subito dopo quella di ottobre egli intendesse lasciare la Russia, imbarcandosi da Odessa. Sta di fatto che egli partecipò a due tornei magistrali a Mosca nel 1918 e nel 1919 e alla I Olimpiade panrussa, celebrata nel 1920, che vince, ottenendo il titolo di campione di Russia. Quello stesso anno è attestata la sua nomina a giudice istruttore della polizia criminale di Mosca, incarico corrispondente a quello di ispettore di polizia. Anche la notizia di un suo arresto come sospetto di simpatie controrivoluzionarie e persino di una sua condanna a morte per spionaggio, dalla quale sarebbe stato sottratto dall'intervento personale di Trockij, ha il sapore della leggenda: pur essendo dichiaratamente anticomunista, Alechin, più volte richiesto in merito, durante tutta la sua vita non confermò mai quelle circostanze.
Nel 1920 Alechin sposò la baronessa russa von Severgin, una donna più anziana di lui e già vedova: il matrimonio sarebbe stato celebrato solo allo scopo di legittimare la loro figlia Valentina, nata nel 1913. Poco dopo fu interprete presso il Comintern conoscendo, in questa occasione, Annaliese Rüegg, una giornalista svizzera piuttosto nota al tempo: subito divorziato, Alechin la sposò il 15 marzo 1921 ed entrambi furono autorizzati a lasciare la Russia il 23 aprile 1921.

### Tutto per gli scacchi
Da Riga, in Lettonia, si trasferisce subito a Berlino, dove gioca due match con i maestri tedeschi Richard Teichmann e Friedrich Sämisch. Deciso a dedicarsi interamente agli scacchi, dai quali deve ottenere anche il sostentamento economico, partecipa in rapida successione a tre importanti tornei a Triberg, a Budapest e a L'Aia, vincendoli tutti, intanto che all'Avana Capablanca si affermava nuovo campione mondiale battendo facilmente l'anziano Lasker. Si trasferisce a Parigi e sogna di presentarsi come il prossimo sfidante del cubano, il quale sembra un'autentica macchina costruita per vincere. Il torneo di Londra, tenutosi nell'agosto del 1922, è facilmente vinto da Capablanca che distanzia Alechin di 1 punto e mezzo: il loro confronto diretto finisce dopo mezzora con una patta proposta dal campione cubano dopo sole 17 mosse.
In quell'occasione, Capablanca stabilì - come aveva diritto, essendo il titolo considerato a quel tempo una «proprietà privata» del campione in carica - le regole del prossimo Campionato mondiale: l'incontro sarebbe terminato al conseguimento di 6 vittorie; il tempo di riflessione per giocatore in ogni partita veniva fissato in due ore e mezza per 40 mosse; lo sfidante doveva offrire una borsa di 10.000 dollari; il campione in carica era tenuto a mettere in palio il titolo entro un anno.
La cifra di 10.000 dollari era allora molto elevata - e occorreva preventivare tutte le spese di soggiorno durante un match che si prospettava di lunga durata - e per raccoglierla occorreva solo giocare e vincere i premi dei tornei, sperando anche nell'aiuto economico di qualche magnate appassionato di scacchi. E occorreva studiare, perfezionarsi in quella che Alechin considerava un'arte, nella quale egli sapeva di essere ancora inferiore al suo grande rivale: bisognava in particolare studiare le sue partite per scoprire i difetti del suo gioco. Naturalmente, occorre fare un'analisi dei propri difetti, per prenderne coscienza e superarli: è probabilmente a questo scopo - oltre a quello di presentare un aperto manifesto della sua maestria - che Alechin pubblicò un primo volume de Le mie migliori partite. 1908-1923 e un successivo volume di commenti a tutte le partite giocate nel Torneo di New York 1924: oltre alle sue capacità nel gioco di combinazione, che gli faceva scoprire in una partita varianti passate inosservate, «il merito principale dei commenti di Alechin consiste nel mettere in evidenza i bruschi cambiamenti della contesa, i momenti critici in cui da una posizione favorevole si passa a una posizione equilibrata o inferiore per poi mutare nuovamente»..
Nel 1923 i risultati ottenuti sono modesti: separatosi dalla moglie, che non sopportava il suo modo di vivere, si unisce - ma solo per qualche anno - con Nadija Fabrižkaja, come al solito una donna più anziana, vedova del generale zarista Vasiljev, con la quale sembra aver condotto una vita familiare molto tranquilla. Nello stesso tempo, intenzionato a ottenere la cittadinanza francese, studia diritto per sostenere l'esame che gli permetta di ottenere il riconoscimento legale della laurea ottenuta in Russia.
Alla fine dell'anno partì per il Canada: il 29 novembre scrisse da Montréal a Capablanca, informandolo che negli Stati Uniti intendeva raccogliere il denaro necessario per sostenere il campionato. Non riuscì però nell'intento: giunsero finanziamenti solo per organizzare un torneo a doppio turno a New York, il vincitore del quale, o il meglio piazzato dopo Capablanca, avrebbe avuto il diritto di sfidarlo. A sorpresa, ma meritatamente, vinse il «vecchio» Lasker con 16 punti su 20, davanti a Capablanca con 14 1/2, che subì contro Réti la sua prima sconfitta dopo otto anni, e ad Alechin con 12. Svanivano così le possibilità di sostenere il match mondiale - un confronto tra Capablanca e Lasker era comunque escluso - e veniva ribadita la sua inferiorità rispetto al giocatore cubano, che gli vinse una partita e, non sfruttando una posizione vantaggiosa, pattò la seconda.
L'anno 1925 è uno dei più favorevoli: vinti facilmente i non impegnativi tornei di Parigi e di Berna, trionfa nel grande Torneo di Baden-Baden nel quale, assenti Capablanca e Lasker, supera i maggiori maestri del tempo: Rubinstein, Sämisch, Bogoljubov, Marshall, Nimzowitsch, Spielmann, Réti, contro il quale realizza una partita da antologia degli scacchi. Scrisse Tartakover: «Capablanca detiene il titolo, Lasker possiede i risultati, ma Alechin ha lo stile di un vero campione del mondo».
Finalmente, il 19 febbraio 1927, s'inaugura a New York un nuovo torneo, al quale partecipano solo sei giocatori - Capablanca, Alechin, Vidmar, Marshall, Nimzowitsch e Spielmann, ognuno dei quali avrebbe però sostenuto quattro partite con ciascun avversario - con un importante accordo: chi avesse vinto il Torneo, o si fosse piazzato secondo dietro Capablanca, sarebbe stato lo sfidante al titolo di campione del mondo. Vinse ancora Capablanca, imbattuto con due punti e mezzo di vantaggio su Alechin, sconfitto in una delle quattro partite dirette: ma ora il russo aveva acquisito il diritto a sfidare il campione cubano. La sede era fissata a Buenos Aires, avendo lo stesso governo argentino garantito i finanziamenti necessari.

### Campione del mondo

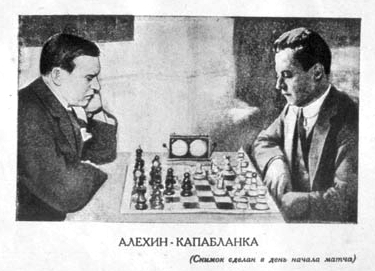
Alechin e Capablanca, Buenos Aires 1927

Non c'è dubbio che Alechin si presentò a Buenos Aires dopo aver svolto una lunga e minuziosa preparazione su sé stesso e sulle caratteristiche del gioco del suo avversario. Pensava di aver individuato i suoi punti deboli, che espose in un articolo scritto dopo la conclusione del campionato: «Nel 1925 Capablanca dovette sopportare una delle maggiori delusioni della sua attività sportiva: nel Torneo di Mosca occupò a fatica il terzo posto e perdette due partite [...] le cause vanno cercate nella sua tendenza, sempre più accentuata, alla semplificazione della posizione, alla riduzione del gioco a pura tecnica, spegnendo quello spirito vivo che brillò nelle sue partite di San Sebastián (1911) e di San Pietroburgo (1914) [...] è assurdo considerare "macchina scacchistica" e "miglior campione di tutti i tempi" un giocatore cui in ogni partita si scoprono generalmente due o tre imprecisioni, per non dire errori evidenti». «Rilevato il limitato repertorio di aperture utilizzato abitualmente da Capablanca, ne indica la causa nel suo «istinto di conservazione» che lo porta a semplificare il gioco senza trarre alcun vantaggio dall'apertura».
«Nel medio gioco, Capablanca ha una rapidissima capacità di giudizio, cosicché se le sue scelte appaiono buone, tuttavia non sono sempre le migliori: la fiducia in sé stesso lo conduce a non approfondire e a non scoprire tutte le possibilità offerte dalla posizione».
Alechin sostiene che nemmeno nel finale - fase della partita nella quale il cubano si giudicava impeccabile - egli era insuperabile.

### Sconfitta con Euwe, riconquista del titolo e morte
Alechin non concesse il match di ritorno a Capablanca, preferendo affrontare avversari più morbidi come Efim Bogoljubov (nel 1929 e 1934) e Max Euwe, che tuttavia lo batté inaspettatamente nel 1935. Il regno di Euwe resistette solo due anni, in quanto fu battuto dallo stesso Alechin nel 1937. La seconda guerra mondiale impedì l'organizzazione di ulteriori match.
Nel 1946, quando erano in corso le trattative per un match con Michail Botvinnik valido per il titolo mondiale, Alechin morì mentre si trovava in Portogallo, lasciando vacante il titolo. La morte fu a causa di soffocamento e non sono chiare le dinamiche. Fu probabilmente assassinato dai servizi segreti sovietici. Aveva 53 anni. È sepolto nel cimitero di Montparnasse.

## Risultati nelle varie competizioni

### Risultati di torneo
Di seguito vengono elencati i piazzamenti e i punteggi di Alechin in alcuni tornei.

| Anno    | Luogo                     | Pos.    | Punteggio | Punteggio | Note                                                       |
| ------- | ------------------------- | ------- | --------- | --------- | ---------------------------------------------------------- |
| 1907    | Mosca                     | 11º–13º | 5½/15     | +5 =1 −9  | Suo fratello Aleksej pareggiò per il 4º-6º posto           |
| 1908    | Mosca                     | 1º      | ?         | ?         | Torneo primaverile del Circolo di Mosca.[12]               |
| 1908    | Düsseldorf                | 3º–4º   | 9/13      | +8 =2 −3  | Vinse Friedrich Köhnlein con 11/13 davanti a Wiarda 10½    |
| 1908/09 | Mosca                     | 1º      | 6½/9      | +5 =3 −1  | Torneo autunnale del Circolo di Mosca                      |
| 1909    | San Pietroburgo           | 1º      | 13/16     | +12 =2 −2 | Torneo russo amatoriale                                    |
| 1910    | Amburgo                   | 7º–8º   | 8½/16     | +5=7−4    | 17º Congresso DSB, vinse Schlechter                        |
| 1911    | Colonia                   | 1º      | 3/3       | +3 =0 −0  | Quadrangolare                                              |
| 1911    | Torneo di Carlsbad        | 8º–9º   | 13½/25    | +11 =5 −9 | Vinse Teichmann con 18/25                                  |
| 1912    | San Pietroburgo           | 1º–2º   | 8/9       | +8 =0 −1  | Primo torneo invernale, vinse alla pari con Baash[13]      |
| 1912    | San Pietroburgo           | 1º      | 7/9       | +6 =2 −1  | Secondo torneo invernale                                   |
| 1912    | Stoccolma                 | 1º      | 8½/10     | +8 =1 −1  | Campionato nordico di scacchi, davanti a Spielmann         |
| 1912    | Vilnius                   | 6º–7º   | 8½/18     | +7 =3 −8  | 7º Campionato russo, vinse Rubinstein                      |
| 1913    | San Pietroburgo           | 1º–2º   | 2/3       | +2 =0 −1  | Quadrangolare, pari primo con Levenfiš                     |
| 1913    | Scheveningen              | 1º      | 11½/13    | +11 =1 −1 | Davanti a David Janowski                                   |
| 1913/14 | San Pietroburgo           | 1º–2º   | 13½/17    | +13 =1 −3 | Campionato russo, pareggiò con Nimzovich                   |
| 1914    | Torneo di San Pietroburgo | 3º      | 10/18     | +6 =8 -4  | Lasker 13½, Capablanca 13, Alechin 10 ...                  |
| 1914    | Mannheim                  | Leader  | 9½/11     | +9 =1 −1  | Torneo interrotto per l'inizio della prima guerra mondiale |
| 1915    | Mosca                     | 1º      | 10½/11    | +10 =1 −0 | Campionato del Circolo di Mosca                            |
| 1919/20 | Mosca                     | 1º      | 11/11     | +11 =0 -0 | Campionato della città di Mosca                            |
| 1920    | Mosca                     | 1º      | 12/15     | +9 =6 −0  | Riconosciuto come primo Campionato sovietico               |
| 1921    | Triberg                   | 1º      | 7/8       | +6 =2 −0  | Davanti a Bogoljubov                                       |
| 1921    | Budapest                  | 1º      | 8½/11     | +6 =5 −0  | Davanti a Grünfeld                                         |
| 1921    | L'Aia                     | 1º      | 8/9       | +7 =2 −0  | Davanti a Tartakover                                       |
| 1922    | Piešťany                  | 2º-3º   | 14½/18    | +12 =5 −1 | Vinse Bogoljubov davanti ad Alechin e Spielmann            |
| 1922    | Torneo di Londra          | 2º      | 11½/15    | +8 =7 −0  | Vinse Capablanca con 13/15                                 |
| 1922    | Hastings                  | 1º      | 7½/10     | +6 =3 −1  | Davanti a Rubinstein 7, Bogoljubov 6, ...                  |
| 1922    | Vienna                    | 3º–6º   | 9/14      | +7 =4 −3  | Vinse Rubinstein                                           |
| 1923    | Margate                   | 2º–5º   | 4½/7      | +3 =3 −1  | Vinse Grünfeld                                             |
| 1923    | Torneo di Carlsbad        | 1º–3º   | 11½/17    | +9 =5 −3  | Vinse alla pari con Bogoljubov e Maróczy                   |
| 1923    | Portsmouth                | 1º      | 11½/12    | +11 =1 −0 | Davanti a Leventij Vajda                                   |
| 1924    | Torneo di New York        | 3º      | 12/20     | +6 =12 −2 | Vinse Lasker con 16/20 davanti a Capablanca con 14½        |
| 1925    | Parigi                    | 1º      | 6½/8      | +5 =3 −0  | Davanti a Tartakover                                       |
| 1925    | Berna                     | 1º      | 4/6       | +3 =2 −1  | Torneo quadrangolare                                       |
| 1925    | Torneo di Baden-Baden     | 1º      | 16/20     | +12 =8 −0 | Davanti a Rubinstein 14½, Saemisch 13½ ...                 |
| 1925/26 | Hastings                  | 1º–2º   | 8½/9      | +8 =1 −0  | Vinse alla pari con Milan Vidmar                           |
| 1926    | Semmering                 | 2º      | 12½/17    | +11 =3 −3 | Vinse Rudolf Spielmann                                     |
| 1926    | Dresda                    | 2º      | 7/9       | +5 =4 −0  | Vinse Aron Nimzovich                                       |
| 1926    | Scarborough               | 1º      | 5½/6      | +5 =1 −0  | Vinse un play-off contro Edgar Colle 2-0                   |
| 1926    | Birmingham                | 1º      | 5/5       | +5 =0 −0  | Davanti a Znosko-Borovskij                                 |
| 1926    | Buenos Aires              | 1º      | 10/10     | +10 =0 −0 | Davanti a Villegas e Illa                                  |
| 1927    | Torneo di New York        | 2º      | 11½/20    | +5 =13 −2 | Vinse Capablanca con 14/20, terzo Nimzovich con 10½/20     |
| 1927    | Kecskemét                 | 1º      | 12/16     | +8 =8 −0  | Davanti a Nimzovich e Lajos Steiner                        |
| 1929    | Bradley Beach             | 1º      | 8½/9      | +8 =1 −0  | Davanti a Lajos Steiner                                    |
| 1930    | Torneo di San Remo        | 1º      | 14/15     | +13 =2 −0 | Nimzovich 10½, Rubinstein 10, ...                          |
| 1931    | Nizza                     | 1º      | 6/8       | +4 =4 −0  |                                                            |
| 1931    | Torneo di Bled            | 1º      | 20½/26    | +15 =11−0 | Bogoljubov 15, Nimzovich 14, ...                           |
| 1932    | Berna                     | 1º–3º   | 2/3       | +2 =0 −1  | Quadrangolare, vinse alla pari con Voellmy e Naegeli       |
| 1932    | Berna                     | 1º      | 12½/15    | +11 =3 −1 | Campionato svizzero (il titolo andò a Hans e Paul Johner)  |
| 1932    | Londra                    | 1º      | 9/11      | +7 =4 −0  | Davanti a Salo Flohr                                       |
| 1932    | Pasadena                  | 1º      | 8½/11     | +7 =3 −1  | Davanti a Isaac Kashdan                                    |
| 1932    | Città del Messico         | 1º-2º   | 8½/9      | +8 =1 −0  | Vinse alla pari con Kashdan                                |
| 1933    | Parigi                    | 1º      | 8/9       | +7 =2 −0  | Davanti a Tartakover                                       |
| 1933/34 | Hastings                  | 2º      | 6½/9      | +4 =5 −0  | Vinse Flohr con 7/9                                        |
| 1934    | Rotterdam                 | 1º      | 3/3       | +3 =0 −0  | Torneo quadrangolare                                       |
| 1934    | Torneo di Zurigo          | 1º      | 13/15     | +12 =2 −1 | 37º Campionato svizzero (titolo assegnato a Hans Johner)   |
| 1935    | Örebro                    | 1º      | 8½/9      | +8 =1 −0  | Davanti a Erik Lundin                                      |
| 1936    | Bad Nauheim               | 1º-2º   | 6½/9      | +4 =5 −0  | Vinse alla pari con Keres                                  |
| 1936    | Poděbrady                 | 2º      | 12½/17    | +8 =9 −0  | Vinse Salo Flohr                                           |
| 1936    | Nottingham                | 6º      | 9/14      | +6 =6 −2  | Vinsero Botvinnik e Capablanca con 10/14.                  |
| 1936    | Amsterdam                 | 3º      | 4½/7      | +3 =3− 1  | Vinsero alla pari Euwe e Fine                              |
| 1936    | Amsterdam                 | 1º-2º   | 2½/3      | +2 =1 −0  | Quadrangolare, vinse alla pari con Salo Landau             |
| 1936/37 | Hastings                  | 1º      | 8/9       | +7 =2 −0  | Davanti a Fine con 7½/9                                    |
| 1937    | Margate                   | 3º      | 6º/9º     | +6 =0 −3  | Vinsero alla pari Keres e Fine                             |
| 1937    | Ķemeri                    | 4º-5    | 11½/17    | +7 =9 −1  | Vinsero alla pari Flohr, Petrovs e Reshevsky.              |
| 1937    | Bad Nauheim               | 2º-3º   | 3½/6      | +3 =1 −2  | Quadrangolare con Bogoljubov, Sämisch e Euwe (vinse Euwe)  |
| 1937    | Nizza                     | 1º      | 2½/3      | +2 =1 −0  | Torneo quadrangolare                                       |
| 1938    | Montevideo                | 1º      | 13/15     | +11 =4 −0 | Davanti a Carlos Guimard                                   |
| 1938    | Margate                   | 1º      | 7/9       | +6 =2 −1  | Davanti a Spielmann                                        |
| 1938    | Torneo AVRO               | 4º-6º   | 7/14      | +3 =8 −3  | Vinsero alla pari Keres e Fine con 8½/14                   |
| 1939    | Montevideo                | 1º      | 7/7       | +7= 0 −0  | Davanti a Harry Golombek                                   |
| 1939    | Caracas                   | 1º      | 10/10     | +10 =0 −0 |                                                            |
| 1941    | Monaco di Baviera         | 2º-3º   | 10½/15    | +8 =5 −2  | Vinse Stoltz davanti ad Alechin e Lundin                   |
| 1941    | Cracovia-Varsavia         | 1º-2º   | 8½/11     | +6 =5 −0  | Vinse alla pari con Paul Felix Schmidt                     |
| 1941    | Madrid                    | 1º      | 5/5       | +5 =0 −0  |                                                            |
| 1942    | Salisburgo                | 1º      | 7½/10     | +7 =1 −2  | Davanti a Keres                                            |
| 1942    | Monaco di Baviera         | 1º      | 8½/11     | +7 =3 −1  | Primo campionato europeo; davanti a Keres                  |
| 1942    | Varsavia-Lublino-Cracovia | 1º      | 7½/11     | +6 =3 −1  | Davanti a Klaus Junge                                      |
| 1942    | Praga                     | 1º-2º   | 8½/11     | +6 =5 −0  | Vinse alla pari con Klaus Junge                            |
| 1943    | Praga                     | 1º      | 17/19     | +15 =4 −0 | Davanti a Keres                                            |
| 1943    | Salisburgo                | 1º-2º   | 7½/10     | +5 =5 −0  | Vinse alla pari con Keres                                  |
| 1944    | Gijón                     | 1º      | 7½/8      | +7 =1 −0  |                                                            |
| 1945    | Madrid                    | 1º      | 8½/9      | +8 =1 −0  |                                                            |
| 1945    | Gijón                     | 2º-3º   | 6½/9      | +6 =1 −2  | Vinse Antonio Rico davanti ad Alechin e Medina García      |
| 1945    | Sabadell                  | 1º      | 7½/9      | +6 =3 −0  |                                                            |
| 1945    | Almería                   | 1º-2º   | 5½/8      | +4 =3 −1  | Vinse alla pari con Lopez Nunez                            |
| 1945    | Melilla                   | 1º      | 6½/7      | +6 =1 −0  |                                                            |
| 1945    | Cáceres                   | 2º      | 3½/5      | +3 =1 −1  | Vinse Francisco Lupi                                       |

### Risultati nelle competizioni individuali
Di seguito sono elencati i risultati di Alechin in alcuni match (sono esclusi i campionati del mondo e gli spareggi di torneo).
| Anno | Avversario               | Risultato | Luogo             | Punteggio   |
| ---- | ------------------------ | --------- | ----------------- | ----------- |
| 1908 | Curt von Bardeleben      | Vinto     | Düsseldorf        | + 4 – 0 = 1 |
| 1908 | Hans Fahrni              | Patta     | Monaco di Baviera | + 1 – 1 = 1 |
| 1908 | Beniamin Blumenfeld      | Vinto     | Mosca             | + 4 – 0 = 1 |
| 1908 | Vladimir Nenarokov       | Perso     | Mosca             | + 0 – 3 = 0 |
| 1913 | Stepan Levitskij         | Vinto     | San Pietroburgo   | + 7 – 3 = 0 |
| 1913 | Edward Lasker            | Vinto     | Parigi, Londra    | + 3 – 0 = 0 |
| 1913 | José Raúl Capablanca     | Perso     | San Pietroburgo   | + 0 – 2 = 0 |
| 1916 | Aleksandr Evenson        | Vinto     | Kiev              | + 2 – 1 = 0 |
| 1918 | Abram Rabinovič          | Vinto     | Mosca             | + 3 – 0 = 1 |
| 1918 | Borys Verlins'kyj        | Vinto     | Odessa            | + 6 – 0 = 0 |
| 1921 | Nikolaj Grigor'ev        | Vinto     | Mosca             | + 2 – 0 = 5 |
| 1921 | Efim Bogoljubov          | Patta     | Triberg           | + 1 – 1 = 2 |
| 1921 | Richard Teichmann        | Patta     | Berlino           | + 2 – 2 = 2 |
| 1921 | Friedrich Sämisch        | Vinto     | Berlino           | + 2 – 0 = 0 |
| 1922 | Arnold Aurbach           | Vinto     | Parigi            | +3 – 0 = 1  |
| 1922 | Manuel Golmayo Torriente | Vinto     | Madrid            | + 1 – 0 = 1 |
| 1923 | André Muffang            | Vinto     | Parigi            | + 2 – 0 = 0 |
| 1926 | Max Euwe                 | Vinto     | Amsterdam         | + 3 – 2 = 5 |
| 1927 | Charles Jaffe            | Vinto     | New York          | +2 – 0 = 0  |
| 1933 | Rafael Cintron           | Vinta     | San Juan          | + 4 – 0 = 0 |
| 1933 | Ossip Bernstein          | Patta     | Parigi            | + 1 – 1 = 2 |
| 1937 | Max Euwe                 | Perso     | L'Aia             | + 1 – 2 = 2 |
| 1941 | López Esnaola            | Vinto     | Vitoria           | + 2 – 0 = 0 |
| 1943 | Efim Bogoljubov          | Patta     | Varsavia          | + 1 – 1 = 0 |
| 1944 | Ramón Rey Ardid          | Vinto     | Saragozza         | + 1 – 0 = 3 |
| 1946 | Francisco Lupi           | Vinto     | Estoril           | + 2 – 1 = 1 |

### Risultati alle Olimpiadi degli scacchi
Di seguito i risultati di Alechin alle Olimpiadi degli scacchi. Giocò sempre in prima scacchiera con la Francia.
| Olimpiade         | Risultato | Note |
| ----------------- | --------- | --- |
| Amburgo 1930      | +9 –0 =0  | Alechin non vinse medaglie perché giocò solo nove partite (i vincitori di medaglie giocarono 17 partite). Vinse il premio di bellezza per la sua partita contro Gideon Ståhlberg.[14] |
| Praga 1931        | +10 –1 =7 | Medaglia d'oro in prima scacchiera.[15] |
| Folkestone 1933   | +8 –1 =3  | Medaglia d'oro in prima scacchiera.[16] |
| Varsavia 1935     | +7 –0 =10 | Medaglia d'argento in prima scacchiera (Salo Flohr vinse la medaglia d'oro con 13 /17).[17]                                                                                           |
| Buenos Aires 1939 | +9 –0 =7  | Medaglia d'argento in prima scacchiera (Capablanca vinse la medaglia d'oro con 8½ /11). Solo la fase finale valse per le medaglie (il risultato indicato è il punteggio totale).[18]  |

### Risultati con alcuni avversari
Sono riportati i risultati complessivi con i principali avversari (solo partite ufficiali di torneo o match).
| Rubinstein + 8 – 4 = 2 | Marshall + 6 – 0 = 7 | Pillsbury + 5 – 4 = 4     | Capablanca + 7 – 9 = 33  | Lasker +1 – 3 = 4     | Tarrasch + 9 – 1 = 5 |
| Maroczy + 6 – 0 = 5    | Janowski + 4 – 2 = 2 | Bogoljubov + 36 – 16 = 40 | Tartakower + 10 – 2 = 14 | Nimzovich + 9 – 3 = 9 | Réti + 3 – 1 = 5     |
| Spielmann + 3 – 2 = 10 | Colle + 9 – 0 = 0    | Vidmar + 4 – 2 = 10       | Flohr + 5 – 0 = 7        | Euwe + 26 – 18 = 34   | Keres + 5 – 1 = 8    |

## Esibizioni in simultanea
Oltre alle competizioni di torneo o match, Alechin tenne moltissime simultanee in vari paesi dell'Europa, Nordamerica, America centrale, Sudamerica, Africa e Asia. Sono note oltre 400 sue simultanee, ma non di tutte si conosce il risultato. Molte di tali simultanee furono giocate alla cieca, stabilendo in alcune di esse il record per il maggior numero di scacchiere.

## Alechin e il nazismo
In marzo 1941 apparvero nel Pariser Zeitung, giornale in lingua tedesca edito nella Parigi occupata, alcuni articoli firmati da Alechin, poi riprodotti anche nella Deutsche Schachzeitung. Il primo di essi fu pubblicato il 22 marzo 1941 con il titolo Scacchi ebrei e scacchi ariani. Alechin esordiva ricordando la recente morte di Emanuel Lasker, il secondo campione del mondo, successore di Wilhelm Steinitz, entrambi ebrei. Steinitz e Lasker, secondo Alechin, «cercarono di far credere al mondo di essere grandi strateghi e inventori di nuove idee», mentre erano soltanto «due abili tattici». Lasker, che batté in due match Steinitz, «la figura più grottesca che il mondo degli scacchi abbia mai visto», grazie alla giovane età e «alla sua abilità tattica», non espresse mai «una sola idea indipendente».
Nel suo libro Common sense in Chess, «Lasker plagia il grande Paul Morphy e le idee del nordamericano sulla "lotta per il centro"», essendogli del tutto estranea «l'idea dell'attacco come idea gioiosa e creativa». I fondamenti degli «scacchi ebrei» riposano infatti, secondo Alechin, su due principi: «Primo: guadagno materiale a ogni costo. Secondo: opportunismo. Un opportunismo portato all'estremo che vuole escludere la minima possibilità di pericolo», con la conseguenza di un gioco basato sulla «difesa in quanto tale».
Negli articoli del Pariser Zeitung si trovano altri sprezzanti giudizi di Alechin su vari giocatori di origine ebraica. Di Janowski scrive che realizzò partite brillanti solo contro avversari deboli, mentre «di fronte a veri maestri, il suo stile era tanto tecnico, secco e materialista come il 99% dei suoi compagni di razza». I primi anni del secolo furono un periodo di decadenza degli scacchi, dominati dalla cosiddetta Scuola viennese «fondata dall'ebreo Max Weiss e più tardi propagandata dal trio giudeo Schlechter-Kaufmann-Fähndrich», per la quale «il segreto del successo non era conseguire la vittoria, ma evitare la sconfitta».
Di Rubinstein afferma che fu «educato in modo ortodosso a un odio talmudico contro i gojim» e, grazie alla protezione e al denaro del «meschino tabaccaio Kagan», arricchitosi durante la prima guerra mondiale, poté sfidare Capablanca per il titolo mondiale. Egli compì allora ogni sforzo - racconta - per impedire che Rubinstein arrivasse a disputare il match, dimostrando con i risultati ottenuti nei tornei degli anni venti che era lui il degno candidato per il titolo. Poco dopo «sorse un altro pericolo per gli scacchi ariani nella persona di un altro ebreo dell'Est: Aron Nimzovich».
Nimzovich, «uno che ci odiava, noi russi o slavi», ebbe «un istintivo concetto di scacchi anti-ariani» ma, impressionato dalle «idee di attacco russo-slave» elaborate per primo da Chigorin, sostenne teorie che contengono «qualcosa di corretto», ma tuttavia non provengono tanto da lui, quanto da altri maestri che «egli plagiava coscientemente o inconsciamente». Alla sua scomparsa, lasciò «pochi seguaci e ancor meno amici, con l'eccezione dei suoi compagni di razza».
Questi articoli, insieme con la sua partecipazione a tornei organizzati in Germania durante la guerra e la sua amicizia con il famigerato governatore della Polonia Hans Frank, causarono ad Alechin l'accusa di collaborazionismo e, per iniziativa della Federazione scacchistica degli Stati Uniti, l'esclusione dal torneo di Londra del 1946. Egli si difese con una lettera indirizzata il 6 dicembre 1945 all'organizzatore del torneo, Hatton Ward, negando che quegli articoli, che qualificò come «stupide elucubrazioni create con uno spirito imbevuto di idee naziste», fossero stati scritti da lui, ma ammise che una critica di Steinitz e di Lasker era stata da lui fatta già anni prima e giustificò i suoi legami con le autorità naziste con lo stato di necessità in cui si trovò nella Francia occupata, sostenendo che altrimenti i beni e la stessa libertà della moglie, residente in Francia, sarebbero stati in pericolo.
In ogni caso, avesse avuto o meno simpatie naziste, l'antisemitismo di Alechin era ben noto negli ambienti scacchistici ben prima dell'avvento del Terzo Reich. Come disse Tartakover nel 1946, «ora tutto il mondo critica l'antisemitismo di Alechin, ma è una cosa che noi tutti sapevamo da più di quindici anni».

## La psicologia di Alechin
Secondo l'americano Reuben Fine, psicoanalista e fortissimo giocatore di scacchi degli anni trenta e quaranta, Alechin fu «il sadico degli scacchi». Dotato di una forte componente fallico-narcisistica, Alechin utilizzava gli scacchi «come strumento di aggressione, come un mezzo per annientare gli avversari che non poteva sconfiggere in altro modo». Rilevato il ruolo importante rappresentato dalle donne - imparò a giocare dalla madre, si sposò più volte con donne molto più anziane e sarebbe divenuto sessualmente impotente molto presto - secondo Fine per Alechin continuare a giocare a scacchi significava vincere la madre.
Il suo rifiuto di giocare ancora con Capablanca, dopo la conquista del titolo, era dovuto alla sua nevrosi, dal momento che dal 1927 al 1934 Alechin era sicuramente il miglior giocatore del mondo. Poi cominciò il declino, segnato dall'alcolismo e da segni di megalomania. Grande esponente del gioco d'attacco, questa sua tendenza rappresentava «una sublimazione degli impulsi sadici verso il padre». Alechin mostrava invece una certa debolezza nel gioco di difesa, segno che «egli proiettava i suoi impulsi sadici sull'avversario e temeva quell'annientamento che a lui sarebbe piaciuto infliggere».

## Scritti
Alechin ha scritto più di venti libri sugli scacchi. Alcuni dei più conosciuti sono:
- Alekhine, A. My Best Games of Chess 1908-1937. Dover Books, 1985 (Originariamente pubblicato in due volumi, My Best Games of Chess 1908-1923 e My Best Games of Chess 1924-1937)
- Alekhine, A. The Book of the Hastings International Masters Chess Tournament 1922. Dover Books, 1968
- Alekhine, A. The Book of the New York International Chess Tournament 1924. Dover Books, 1961
- Alekhine, A. The Book of the Nottingham International Chess Tournament. Dover Books, 1962
- Alekhine, A. The World's Chess Championship, 1937. Dover Books, 1973

Varie analisi di alcune sue partite sono state pubblicate da Edward Winter nel libro:
- Alekhine, Alexander & Edward Winter, 107 Great Chess Battles 1939-1945. Dover Books, 1992.

## Nella letteratura
Diversi i romanzi nei quali la sua figura ha una parte rilevante; è il protagonista del libro Teoria delle ombre di Paolo Maurensig, nel quale si raccontano gli ultimi giorni della sua vita anche se non mancano le incursioni in altri periodi della vita dello scacchista, ne La rivincita di Capablanca di  Fabio Stassi è invece l'antagonista principale nelle vicende, in parte immaginarie, che seguono soprattutto gli eventi successivi alla sfida mondiale del 1927, il francese Arthur Larrue ha invece scritto La diagonale Alechin, una biografia romanzata del giocatore.